# Igora Drive
Der Igora Drive ist ein Motorsportpark bei Orechowo, in der Oblast Leningrad in Russland. Er liegt etwa 60 km nördlich von Sankt Petersburg und umfasst mehrere Motorsport-Anlagen.

## Geschichte

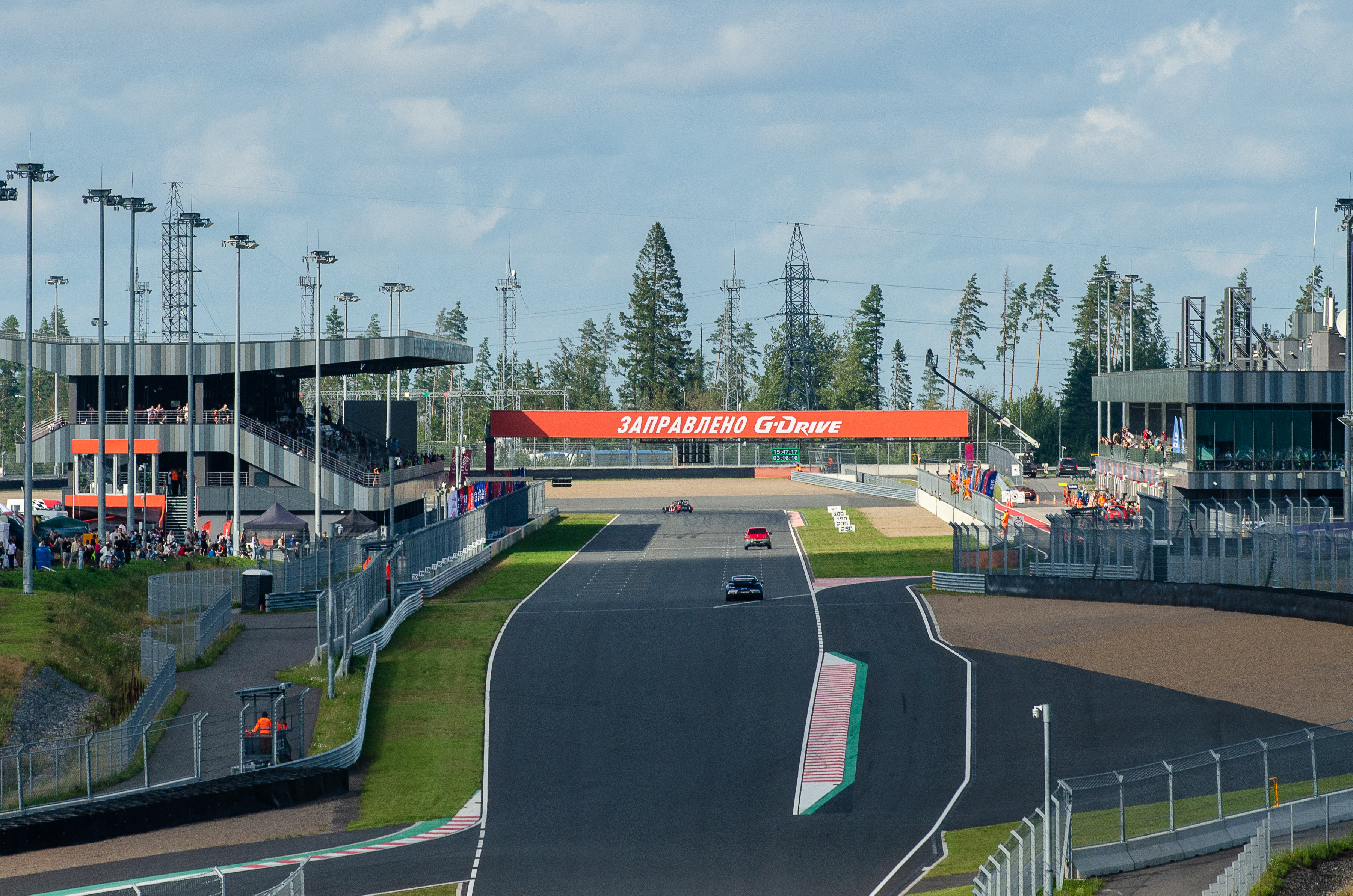
Start-Ziel-Gerade des Igora Drive Circuits

Der Bau des von Hermann Tilke gestalteten Kurses wurde 2016 begonnen. 2019 erfolgte die Eröffnung der anfänglich mit einer FIA-Grad-2-Streckenlizenz homologierten, 4,086 km langen und 15 Kurven umfassenden Strecke.
2021 wurde bekannt gegeben, dass die Strecke ab 2023 die Ausrichtung des russischen Formel-1-Grand-Prix vom Sochi Autodrom übernehmen sollte. Daraufhin wurde 2022 eine Streckenverlängerung auf 5,183 km im Südteil der bestehenden Rennstrecke realisiert. Aufgrund des russischen Angriffskriegs in der Ukraine 2022 wurde der russische Grand Prix jedoch nicht mehr im Kalender der Formel 1 berücksichtigt.

## Streckenbeschreibung
Der Motorsportpark umfasst folgende Anlagen:
- Rennstrecke mit 5,183 km Länge
- Rallycross-Strecke; 1,250 km
- Motocrossstrecke; 1,75 km
- Kartbahn 1,2 km
- Motocross-Trainingsstrecke 0,3 km
- Verkehrsübungsgelände
- Endurostrecke 0,591 km